# Guaranteed Rate Bowl
El Guaranteed Rate Bowl es un bowl de fútbol americano universitario que se juega anualmente en el Chase Field de la ciudad de Phoenix, Arizona y es organizado por la NCAA.

## Historia
Fue fundado en el año 1989 con el nombre Copper Bowl como reemplazo del Cactus Bowl. El partido se jugó con ese nombre hasta 1996, luego de que por el patrocinio de Insight Enterprises cambiara de nombre de 1997 a 2011. En 2012 la cadena de restaurantes Buffalo Wild Wings pasó a patrocinar el bowl por dos años. Buffalo Wild Wings decidió no renovar el patrocinio en 2013, por lo que los organizadores pasaron a llamarlo "Cactus Bowl" en lugar de regresarlo a su nombre original. Existía un Cactus Bowl en la Division II, pero que dejó de jugarse en 2011. Para 2014, TicketCity patrocinó el Cactus Bowl, y Motel 6 patrocinó en 2015. En 2018 Kellogg's pasó a ser el patrocinador y le cambió el nombre al bowl, pasando a usar como nombre uno de sus productos, el Cheez-It. En mayo de 2020 regresó a llamarse Cactus Bowl y el patrocinio de Cheez-It se movió al Camping World Bowl que se juega en Orlando, Florida.
En sus primeras 10 ediciones el partido se jugó en el Arizona Stadium del campus de la University of Arizona en Tucson. En el 2000 los organizadores movieron el bowl al Bank One Ballpark, estadio de béisbol a las afueras de Phoenix. En 2006 el partido fue movido al Sun Devil Stadium de la Arizona State University en Tempe como reemplazo del Fiesta Bowl, que fue trasladado al University of Phoenix Stadium en el suburbio de Glendale. El la edición de 2006 puso un récord que comparte con el Alamo Bowl de 2016 Alamo Bowl por el mayor regreso en un partido de la NCAA Division I FBS en su historia, cuando Texas Tech volvió de una desventaja de 38–7 en el tercer cuarto para vencer a Minnesota en tiempo extra 44–41.
En las primeras tres ediciones del Copper Bowl el partido fue transmitido por TBS. A inicios de 1992 y hasta el 2005 playing fue transmitido en ESPN. Tras cuatro años de ausencia en TV, NFL Network lo transmitía, y ESPN retomó los derechos de transmisión en 2010.
La edición de 2020 por no haber equipos elegibles para el partido a causa de la pandemia de Covid-19.

## Resultados
| N.º | Fecha      | Nombre                  | Campeón                              | Campeón                              | Finalista                            | Finalista                            | Asistencia |
| --- | ---------- | ----------------------- | ------------------------------------ | ------------------------------------ | ------------------------------------ | ------------------------------------ | ---------- |
| 1   | 31-12-1989 | Copper Bowl             | Arizona                              | 17                                   | NC State                             | 10                                   | 37 237     |
| 2   | 31-12-1990 | Copper Bowl             | California                           | 17                                   | Wyoming                              | 15                                   | 36 340     |
| 3   | 31-12-1991 | Copper Bowl             | Indiana                              | 24                                   | Baylor                               | 0                                    | 35 751     |
| 4   | 31-12-1992 | Copper Bowl             | No 18 Washington State               | 31                                   | Utah                                 | 28                                   | 40 826     |
| 5   | 29-12-1993 | Copper Bowl             | n.º 20 Kansas State                  | 52                                   | Wyoming                              | 17                                   | 49 075     |
| 6   | 29-12-1994 | Copper Bowl             | n.º 22 BYU                           | 31                                   | Oklahoma                             | 6                                    | 45 122     |
| 7   | 27-12-1995 | Copper Bowl             | Texas Tech                           | 55                                   | Air Force                            | 41                                   | 41 004     |
| 8   | 27-12-1996 | Copper Bowl             | Wisconsin                            | 38                                   | Utah                                 | 10                                   | 42 122     |
| 9   | 27-12-1997 | Insight.com Bowl        | Arizona                              | 20                                   | New Mexico                           | 14                                   | 49 385     |
| 10  | 26-12-1998 | Insight.com Bowl        | n.º 23 Missouri                      | 34                                   | West Virginia                        | 31                                   | 36 147     |
| 11  | 31-12-1999 | Insight.com Bowl        | Colorado                             | 62                                   | n.º 25 Boston College                | 28                                   | 35 762     |
| 12  | 28-12-2000 | Insight.com Bowl        | Iowa State                           | 37                                   | Pittsburgh                           | 29                                   | 41 813     |
| 13  | 29-12-2001 | Insight.com Bowl        | n.º 18 Syracuse                      | 26                                   | Kansas State                         | 3                                    | 40 028     |
| 14  | 26-12-2002 | Insight Bowl            | n.º 24 Pittsburgh                    | 38                                   | Oregon State                         | 13                                   | 40 533     |
| 15  | 26-12-2003 | Insight Bowl            | California                           | 52                                   | Virginia Tech                        | 49                                   | 42 364     |
| 16  | 28-12-2004 | Insight Bowl            | Oregon State                         | 38                                   | Notre Dame                           | 21                                   | 45 917     |
| 17  | 27-12-2005 | Insight Bowl            | Arizona State                        | 45                                   | Rutgers                              | 40                                   | 43 536     |
| 18  | 29-12-2006 | Insight Bowl            | Texas Tech                           | 44                                   | Minnesota                            | 41 (t.e.)                            | 48 391     |
| 19  | 31-12-2007 | Insight Bowl            | Oklahoma State                       | 49                                   | Indiana                              | 33                                   | 48 892     |
| 20  | 31-12-2008 | Insight Bowl            | Kansas                               | 42                                   | Minnesota                            | 21                                   | 49 103     |
| 21  | 31-12-2009 | Insight Bowl            | Iowa State                           | 14                                   | Minnesota                            | 13                                   | 45 090     |
| 22  | 28-12-2010 | Insight Bowl            | Iowa                                 | 27                                   | n.º 14 Missouri                      | 24                                   | 53 453     |
| 23  | 30-12-2011 | Insight Bowl            | n.º 19 Oklahoma                      | 31                                   | Iowa                                 | 14                                   | 54 247     |
| 24  | 29-12-2012 | Buffalo Wild Wings Bowl | Michigan State                       | 17                                   | TCU                                  | 16                                   | 44 617     |
| 25  | 28-12-2013 | Buffalo Wild Wings Bowl | Kansas State                         | 31                                   | Michigan                             | 14                                   | 53 284     |
| 26  | 2-1-2015   | Cactus Bowl             | Oklahoma State                       | 30                                   | Washington                           | 22                                   | 35 409     |
| 27  | 2-1-2016   | Cactus Bowl             | West Virginia                        | 43                                   | Arizona State                        | 42                                   | 39 321     |
| 28  | 27-12-2016 | Cactus Bowl             | Baylor                               | 31                                   | Boise State                          | 12                                   | 33 328     |
| 29  | 26-12-2017 | Cactus Bowl             | Kansas State                         | 35                                   | UCLA                                 | 17                                   | 32 859     |
| 30  | 26-12-2018 | Cheez-It Bowl           | TCU                                  | 10                                   | California                           | 7 (t.e.)                             | 33 121     |
| 31  | 27-12-2019 | Cheez-It Bowl           | n.º 24 Air Force                     | 31                                   | Washington State                     | 21                                   | 34 105     |
| —   | 26-12-2020 | Guaranteed Rate Bowl    | Cancelado: pocos equipos disponibles | Cancelado: pocos equipos disponibles | Cancelado: pocos equipos disponibles | Cancelado: pocos equipos disponibles | —          |
| 32  | 28-12-2021 | Guaranteed Rate Bowl    | Minnesota                            | 18                                   | West Virginia                        | 6                                    | 21 220     |

- Fuente:[11]

Juegos  1–11 (cobre) jugados en Tucson en el Arizona Stadium
Juegos 12–17 (plata) jugados en Phoenix en el Bank One Ballpark (ahora Chase Field)
Juegos 18–26 (amarillo) jugados en Tempe en el Sun Devil Stadium
Juegos 27–presente (plata) jugados en Phoenix en el Chase Field (anterior Bank One Ballpark)

## Participaciones

### Por Equipo
| #  | Equipo           | Apariciones | Record |
| -- | ---------------- | ----------- | ------ |
| T1 | Kansas State     | 4           | 3–1    |
| T1 | Minnesota        | 4           | 1–3    |
| T3 | California       | 3           | 2–1    |
| T3 | West Virginia    | 3           | 1–2    |
| T5 | Arizona          | 2           | 2–0    |
| T5 | Oklahoma State   | 2           | 2–0    |
| T5 | Texas Tech       | 2           | 2–0    |
| T5 | Iowa State       | 2           | 2–0    |
| T5 | Air Force        | 2           | 1–1    |
| T5 | Arizona State    | 2           | 1–1    |
| T5 | Indiana          | 2           | 1–1    |
| T5 | Missouri         | 2           | 1–1    |
| T5 | Oregon State     | 2           | 1–1    |
| T5 | Pittsburgh       | 2           | 1–1    |
| T5 | Iowa             | 2           | 1–1    |
| T5 | Oklahoma         | 2           | 1–1    |
| T5 | Baylor           | 2           | 1–1    |
| T5 | TCU              | 2           | 1–1    |
| T5 | Washington State | 2           | 1–1    |
| T5 | Utah             | 2           | 0–2    |
| T5 | Wyoming          | 2           | 0–2    |

Texas es el único equipo de la conferencia Big 12 que nunca ha jugado el bowl. Siete de los actuales equipos del Big 12 lo han jugado en varias ocasiones. Los anteriores miembros del Big 12 Colorado y Missouri ya lo han jugado, pero otros miembros anteriores del Big 12 como Nebraska y Texas A&M no lo jugaron.
Equipos con una sola aparición
- Ganaron (6): BYU, Colorado, Kansas, Michigan State, Syracuse, Wisconsin
- Perdieron (10): Boise State, Boston College, Michigan, New Mexico, North Carolina State, Notre Dame, Rutgers, UCLA, Virginia Tech, Washington

### Por Conferencia
| Conferencia    | Record | Record | Record | Record                                                                               | Apariciones                          | Apariciones |
| Conferencia    | J      | G      | P      | Ganados                                                                              | Perdidos                             |             |
| -------------- | ------ | ------ | ------ | ------------------------------------------------------------------------------------ | ------------------------------------ | ----------- |
| Big 12         | 18     | 14     | 4      | 1998, 1999, 2000, 2006, 2007, 2008, 2009, 2011, 2013, 2014*, 2015*, 2016, 2017, 2018 | 2001, 2010, 2012, 2021               |             |
| Pac-12         | 13     | 7      | 6      | 1989, 1990, 1992, 1997, 2003, 2004, 2005                                             | 2002, 2014*, 2015*, 2017, 2018, 2019 |             |
| Big Ten        | 11     | 5      | 6      | 1991, 1996, 2010, 2012, 2021                                                         | 2006, 2007, 2008, 2009, 2011, 2013   |             |
| Big East       | 7      | 2      | 5      | 2001, 2002                                                                           | 1998, 1999, 2000, 2003, 2005         |             |
| WAC            | 7      | 1      | 6      | 1994                                                                                 | 1990, 1992, 1993, 1995, 1996, 1997   |             |
| Big Eight      | 2      | 1      | 1      | 1993                                                                                 | 1994                                 |             |
| SWC            | 2      | 1      | 1      | 1995                                                                                 | 1991                                 |             |
| Mountain West  | 2      | 1      | 1      | 2019                                                                                 | 2016                                 |             |
| ACC            | 1      | 0      | 1      |                                                                                      | 1989                                 |             |
| Independientes | 1      | 0      | 1      |                                                                                      | 2004                                 |             |

- Partidos marcados con asterísco (*) se jugaron en enero del año calendario siguiente.
- Los records reflejan la conferencia en la que los equipos jugaban en aquel año. Como el actual miembro del Pac-12 Colorado era antes era del Big 12 en 1999.
- El record del Pac-12 incluye apariciones cuando la conferencia era el Pac-10. De 1989 a 2005, los equipos del Pac-10 registraron ocho apariciones con record de 7–1.
- Los equipos del Big East tienen siete apariciones con record de 2–5; la American Athletic Conference (The American) retiene los números de la conferencia anterior antes de 2013 cuando se separó la conferencia original.
- Conferencias difuntas o inactivas dentro del FBS aparecen en cursiva.
- Equipos independientes: Notre Dame (2004)

## Jugador Más Valioso
Se eligne a dos jugadores en cada partido; uno ofensivo y otro defensivo.
| Año         | MVP Ofensivo       | MVP Ofensivo         | MVP Ofensivo | MVP Defensivo     | MVP Defensivo  | MVP Defensivo |
| Año         | Nombre             | Equipo               | Posición     | Nombre            | Equipo         | Posición      |
| ----------- | ------------------ | -------------------- | ------------ | ----------------- | -------------- | ------------- |
| 1989        | Shane Montgomery   | North Carolina State | QB           | Scott Geyer       | Arizona        | DB            |
| 1990        | Mike Pawlawski     | California           | QB           | Robert Midgett    | Wyoming        | LB            |
| 1991        | Vaughn Dunbar      | Indiana              | TB           | Mark Hagen        | Indiana        | LB            |
| 1992        | Drew Bledsoe       | Washington State     | QB           | Kareem Leary      | Utah           | DB            |
| 1993        | Andre Coleman      | Kansas State         | WR           | Kenny McEntyre    | Kansas State   | CB            |
| 1994        | Jamal Willis       | BYU                  | RB           | Broderick Simpson | Oklahoma       | LB            |
| 1995        | Zebbie Lethridge   | Texas Tech           | QB           | Mickey Dalton     | Air Force      | CB            |
| 1996        | Ron Dayne          | Wisconsin            | RB           | Tarek Saleh       | Wisconsin      | LB            |
| 1997        | Trung Canidate     | Arizona              | RB           | Jimmy Sprotte     | Arizona        | LB            |
| 1998        | Marc Bulger        | West Virginia        | QB           | Jeff Marriott     | Missouri       | DT            |
| 1999        | Cortlen Johnson    | Colorado             | RB           | Jashon Sykes      | Colorado       | LB            |
| 2000        | Sage Rosenfels     | Iowa State           | QB           | Reggie Hayward    | Iowa State     | DE            |
| 2001        | James Mungro       | Syracuse             | RB           | Clifton Smith     | Syracuse       | LB            |
| 2002        | Brandon Miree      | Pittsburgh           | TB           | Claude Harriott   | Pittsburgh     | DL            |
| 2003        | Aaron Rodgers      | California           | QB           | Ryan Gutiérrez    | California     | FS            |
| 2004        | Derek Anderson     | Oregon State         | QB           | Trent Bray        | Oregon State   | LB            |
| 2005        | Rudy Carpenter     | Arizona State        | QB           | Jamar Williams    | Arizona State  | LB            |
| 2006        | Graham Harrell     | Texas Tech           | QB           | Antonio Huffman   | Texas Tech     | CB            |
| 2007        | Zac Robinson       | Oklahoma State       | QB           | Donovan Woods     | Oklahoma State | S             |
| 2008        | Dezmon Briscoe     | Kansas               | WR           | James Holt        | Kansas         | LB            |
| 2009        | Alexander Robinson | Iowa State           | RB           | Christopher Lyle  | Iowa State     | DE            |
| 2010        | Marcus Coker       | Iowa                 | RB           | Micah Hyde        | Iowa           | DB            |
| 2011        | Blake Bell         | Oklahoma             | QB           | Jamell Fleming    | Oklahoma       | DB            |
| 2012        | Le'Veon Bell       | Michigan State       | RB           | William Gholston  | Michigan State | DE            |
| 2013        | Tyler Lockett      | Kansas State         | WR           | Dante Barnett     | Kansas State   | DB            |
| 2015        | Desmond Roland     | Oklahoma State       | RB           | Seth Jacobs       | Oklahoma State | LB            |
| 2016 (Jan.) | Skyler Howard      | West Virginia        | QB           | Shaq Petteway     | West Virginia  | LB            |
| 2016 (Dec.) | KD Cannon          | Baylor               | WR           | Tyrone Hunt       | Baylor         | DE            |
| 2017        | Alex Delton        | Kansas State         | QB           | Denzel Goolsby    | Kansas State   | S             |
| 2018        | Sewo Olonilua      | TCU                  | RB           | Jaylinn Hawkins   | California     | S             |
| 2019        | Kadin Remsberg     | Air Force            | RB           | Grant Donaldson   | Air Force      | OLB           |
| 2021        | Ky Thomas          | Minnesota            | RB           | Tyler Nubin       | Minnesota      | S             |

## Records
| Equipo                             | Record vs. Rival                                                                                      | Año       |
| ---------------------------------- | --- | --------- |
| Más Puntos Anotados                | 62, Colorado vs. Boston College                                                                       | 1999      |
| Más Puntos Anotados (perdedor)     | 49, Virginia Tech vs. California                                                                      | 2003      |
| Más Puntos en Conjunto             | 101, California vs. Virginia Tech                                                                     | 2003      |
| Menos Puntos Permitidos            | 0, Indiana vs. Baylor                                                                                 | 1991      |
| Mayor victoria                     | 35, Kansas State vs. Wyoming                                                                          | 1993      |
| Yardas Totales                     | 679, Arizona State vs. Rutgers                                                                        | 2005      |
| Yardas Terrestres                  | 431, Air Force vs. Texas Tech                                                                         | 1995      |
| Yardas Aéreas                      | 492, Washington State vs. Utah                                                                        | 1992      |
| First downs                        | 33, Arizona State vs. Rutgers                                                                         | 2005      |
| Menos Yardas Permitidas            | 130, North Carolina State vs. Arizona                                                                 | 1989      |
| Menos Yardas Terrestres Permitidas | 8, Pittsburgh vs. Oregon State                                                                        | 2002      |
| Menos Yardas Aéreas Permitidas     | 16, Utah vs. Wisconsin                                                                                | 1996      |
| Individual                         | Record vs. Rival                                                                                      | Año       |
| Yardas Totales                     | 498, Rudy Carpenter, Arizona State vs. Rutgers                                                        | 2005      |
| Yardas Terrestres                  | 260, Byron Hanspard, Texas Tech vs. Air Force                                                         | 1995      |
| Touchdowns Terrestres              | 4, Byron Hanspard, Texas Tech vs. Air Force                                                           | 1995      |
| Yardas Aéreas                      | 532, Skyler Howard, West Virginia vs. Arizona State                                                   | 2016*     |
| Touchdowns Aéreos                  | 5, Skyler Howard, West Virginia vs. Arizona State                                                     | 2016*     |
| Yardas por Recepción               | 212, Phillip Bobo, Washington State vs. Utah                                                          | 1992      |
| Reepciones de touchdown            | 3, Dezmon Briscoe, Kansas vs. Minnesota                                                               | 2008      |
| Tackleadas                         | 20 (total), Jahad Woods, Washington State vs. Air Force                                               | 2019      |
| Intercepciones                     | 2, más reciente: Kyle Theret, Minnesota vs. Iowa State                                                | 2009      |
| Jugadas Largas                     | Record vs. Rival                                                                                      | Año       |
| Touchdown Terrestres               | 71, Danta Johnson, Air Force vs. Texas Tech                                                           | 1995      |
| Pase de touchdown                  | 87, Phillip Bobo de Drew Bledsoe, Washington State vs. Utah                                           | 1992      |
| Regreso de Kickoff                 | 60, compartido con: Ricardo Rhodes, Missouri vs. West Virginia Troy Stoudermire, Minnesota vs. Kansas | 1998 2008 |
| Regreso de Despeje                 | 88, Ben Kelly, Colorado vs. Boston College                                                            | 1999      |
| Regreso de Intercepción            | 78, George White, Boston College vs. Colorado                                                         | 1999      |
| Despeje                            | 67, compartido con: Travis Brown, Kansas State vs. Syracuse Tress Way, Oklahoma vs. Iowa              | 2001 2011 |
| Gol de Campo                       | 53, Jaden Oberkrom, TCU vs. Michigan State                                                            | 2012      |

Partidos con asterísco (*) se jugaron en enero del año calendario siguiente.
- Fuente:[13]